# Avelãs de Ambom
Avelãs de Ambom é uma povoação portuguesa do Município da Guarda que foi sede da extinta Freguesia de Avelãs de Ambom, freguesia que tinha 7,54 km² de área e 69 habitantes (2011), e, por isso, uma densidade populacional de 9,2 hab/km².
A Freguesia de Avelãs de Ambom foi extinta (agregada) pela reorganização administrativa de 2012/2013, sendo o seu território integrado na União de Freguesias de Avelãs de Ambom e Rocamondo com a sede em Rocamondo.

## População
★ No censo de 1864 Rocamondo era um lugar desta freguesia.

| Totais e grupos etários | Totais e grupos etários | Totais e grupos etários | Totais e grupos etários | Totais e grupos etários | Totais e grupos etários | Totais e grupos etários | Totais e grupos etários | Totais e grupos etários | Totais e grupos etários | Totais e grupos etários | Totais e grupos etários | Totais e grupos etários | Totais e grupos etários | Totais e grupos etários | Totais e grupos etários |
| ----------------------- | ----------------------- | ----------------------- | ----------------------- | ----------------------- | ----------------------- | ----------------------- | ----------------------- | ----------------------- | ----------------------- | ----------------------- | ----------------------- | ----------------------- | ----------------------- | ----------------------- | ----------------------- |
|                         | 1864                    | 1878                    | 1890                    | 1900                    | 1911                    | 1920                    | 1930                    | 1940                    | 1950                    | 1960                    | 1970                    | 1981                    | 1991                    | 2001                    | 2011                    |
| Total                   | 461                     | 358                     | 420                     | 414                     | 414                     | 338                     | 379                     | 333                     | 312                     | 303                     | 199                     | 169                     | 103                     | 91                      | 69                      |

| 0-14 anos | 15-24 anos | 25-64 anos | 65 e + anos |
| 11 \| 9   | 11 \| 5    | 23 \| 22   | 46 \| 33    |
| -18%      | -55%       | -4%        | -28%        |

## Património
- Igreja Matriz de Avelãs de Ambom
- Capela de São Sebastião